# Шишино (Кемеровская область)
Шишино — посёлок в Топкинском районе Кемеровской области. Административный центр Шишинского сельского поселения.

## География
Центральная часть населённого пункта расположена на высоте 258 м над уровнем моря.

## История
Указом Президиума Верховного Совета РСФСР от 5 мая 1991 года посёлок Станционный переименован в Шишино.

## Население
| 2010 |
| ---- |
| 1212 |

### Половой состав
По данным Всероссийской переписи населения 2010 года, в посёлке Шишино проживало 1212 человека (557 мужчин, 655 женщин).